# Андрюки
Андрюки — станица в Мостовском районе Краснодарского края. Административный центр Андрюковского сельского поселения.

## География
Станица расположена на правом берегу реки Малая Лаба, при впадении в неё правого притока Андрюк, напротив посёлка городского типа Псебай, в горно-лесной зоне края.
Наряду с Таманью и Выселками, Андрюки — одна из немногих станиц края, современное официальное название которых не заканчивается на -ская, а совпадает с разговорной формой.

## История
Станица основана в 1861 году под названием Андрюковская (в некоторых документах Андрюкская), входила в Майкопский отдел Кубанской области. Официально название Андрюки закреплено в 1950-х.
Название станицы происходит от названия реки Андрюк. Адыги называют станицу адыг. Андры́гу).

## Население
| 2002 | 2010  |
| ---- | ----- |
| 2820 | ↘2779 |